# Carl Carlson
 (avril 2024).
Si vous disposez d'ouvrages ou d'articles de référence ou si vous connaissez des sites web de qualité traitant du thème abordé ici, merci de compléter l'article en donnant les références utiles à sa vérifiabilité et en les liant à la section « Notes et références ».
Pour les articles homonymes, voir Carlson.
Carl Carlson est un personnage fictif de la série télévisée animée Les Simpson. Meilleur ami de Lenny, Carl détient une maîtrise en physique nucléaire. C'est un collègue d'Homer Simpson à la centrale nucléaire de Springfield (il est parfois présenté comme son surveillant). C'est aussi un de ses meilleurs amis d'enfance.
Carl est un Afro-américain âgé d'environ 35 ans et un des rares bouddhistes de Springfield avec Lenny et Lisa Simpson. Carl est Islandais, il a été adopté par la famille islandaise Carlson, la plus haïe d'Islande. Il aime jouer au bowling et boire quelques bières à la Taverne de Moe. Bien qu'il soit l'un des hommes les plus attirants de la ville, Carl est toujours célibataire. Dans l'épisode Les Gros Q.I., on apprend par le docteur Hibbert que Carl est diabétique. Il est connu pour poser de temps en temps des questions embarrassantes.

## Origine de son personnage
Dans les premières saisons de la série, Carl était rarement vu avec Lenny et sa voix n'était pas toujours la même ; dans quelques épisodes, sa voix est celle de Lenny et vice-versa. Dans un épisode de 1991, son nom est écrit non pas « Carl » mais « Karl ».

## Relation avec Lenny
Leur relation est souvent présentée comme tendant vers l'homosexualité, même si elle est très complexe. Beaucoup de gens y font allusion comme le chef Wiggum qui leur a dit « qu'est-ce qu'il y a ? problème de couple ? ». Ou Homer quand il a célébré les mariages gays : « il n'y a plus de gays qui veulent se marier ? Mais où sont Carl et Lenny ? », « Arrête Homer, il ne faut pas les pousser ! Ils doivent faire leur coming-out tous seuls », répliqua Marge.